# Camille Joseph Cléroux
 (août 2025).
La mise en forme du texte ne suit pas les recommandations de Wikipédia : il faut le « wikifier ».
Les points d'amélioration suivants sont les cas les plus fréquents. Le détail des points à revoir est peut-être précisé sur la page de discussion.
- Les titres sont pré-formatés par le logiciel. Ils ne sont ni en capitales, ni en gras.
- Le texte ne doit pas être écrit en capitales (les noms de famille non plus), ni en gras, ni en italique, ni en « petit »…
- Le gras n'est utilisé que pour surligner le titre de l'article dans l'introduction, une seule fois.
- L'italique est rarement utilisé : mots en langue étrangère, titres d'œuvres, noms de bateaux, etc.
- Les citations ne sont pas en italique mais en corps de texte normal. Elles sont entourées par des guillemets français : « et ».
- Les listes à puces sont à éviter, des paragraphes rédigés étant largement préférés. Les tableaux sont à réserver à la présentation de données structurées (résultats, etc.).
- Les appels de note de bas de page (petits chiffres en exposant, introduits par l'outil «  Source ») sont à placer entre la fin de phrase et le point final[comme ça].
- Les liens internes (vers d'autres articles de Wikipédia) sont à choisir avec parcimonie. Créez des liens vers des articles approfondissant le sujet. Les termes génériques sans rapport avec le sujet sont à éviter, ainsi que les répétitions de liens vers un même terme.
- Les liens externes sont à placer uniquement dans une section « Liens externes », à la fin de l'article. Ces liens sont à choisir avec parcimonie suivant les règles définies. Si un lien sert de source à l'article, son insertion dans le texte est à faire par les notes de bas de page.
- La présentation des références doit suivre les conventions bibliographiques. Il est recommandé d'utiliser les modèles {{Ouvrage}}, {{Chapitre}}, {{Article}}, {{Lien web}} et/ou {{Bibliographie}}. Le mode d'édition visuel peut mettre en forme automatiquement les références.
- Insérer une infobox (cadre d'informations à droite) n'est pas obligatoire pour parachever la mise en page.

Pour une aide détaillée, merci de consulter Aide:Wikification.
Si vous pensez que ces points ont été résolus, vous pouvez retirer ce bandeau et améliorer la mise en forme d'un autre article.
Camille Joseph Cléroux (1954 - 17 janvier 2021) est un tueur en série canadien qui a assassiné deux de ses épouses et un voisin entre 1990 et 2010 à Ottawa, en Ontario. Après son arrestation pour le meurtre de son voisin, les disparitions de ses ex-épouses ont fait l'objet d'une enquête, et il a finalement avoué les avoir tuées. Cléroux a été condamné à la réclusion à perpétuité.

## Meurtres

### Lise Roy
Cléroux a épousé, le 4 juillet 1987, Lise Roy, divorcée et mère d’une jeune fille ; le couple aura plus tard un fils. Leur mariage était apparemment heureux, mais en avril 1990, Lise Roy a découvert que Cléroux avait agressé sa fille. Les deux se sont disputés dans l'arrière-cour de leur maison à Heron Gate, au cours de laquelle Cléroux a ramassé une pierre et a frappé Roy à la tête, la tuant. Il a alors démembré son corps, enveloppé les restes dans du papier de boucherie et les a mis dans des sacs poubelles qu'il a transportés au parc Heatherington voisin. Cléroux a enterré une partie des restes dans le parc et a ramené le reste à la maison, les enterrant dans l'arrière-cour. Le lendemain du meurtre de Roy, des voisins ont remarqué que Cléroux avait un tout nouveau potager dans son arrière-cour, ignorant qu'il l'avait construit sur les restes enterrés de son épouse,. Afin de se constituer un alibi, Cléroux s'est rendu à la police et a prétendu que Lisr Roy l'avait agressé et s'était enfui en autobus à Montréal. La police a alors émis un mandat d'arrêt contre Roy, après quoi Cléroux a affirmé  l'avoir vue à plusieurs reprises. Cléroux purgera plus tard une peine de prison pour agression sexuelle sur enfant.

### Jean Rock
Jean Rock a rencontré Cléroux en juin 1992 alors qu'il travaillait comme plongeur dans un restaurant d'Ottawa. Leur union de fait était instable, et ils se sont séparés à plusieurs reprises en raison du comportement violent, physique et émotionnel, de Cléroux. Un jour de l'automne 2003, Cléroux a emmené Rock se promener dans une zone boisée près de la gare de triage de Walkley, où il l'a battue à mort avec une pierre et l'a enterrée dans une tombe peu profonde. Pour tenter de dissimuler le meurtre de Rock, Cléroux a payé une connaissance pour écrire des lettres au nom de Rock à sa famille. Dans les lettres, envoyées deux à trois fois par année entre 2004 et 2010, le faussaire prétendait que Rock avait quitté Cléroux et vivait maintenant avec un chauffeur de camion nommé Pierre. Des lettres ultérieures affirmaient qu'elle avait donné naissance à plusieurs fils et filles et incluaient même des photos des prétendus enfants. En raison de cette tromperie, elle n'a jamais été déclarée disparue,.
En 2004, le secteur où reposait la dépouille de Rock faisait l’objet d’un aménagement résidentiel. Craignant que la tombe ne soit découverte, Cléroux l’a déterrée et déplacée vers un nouveau site, de l’autre côté de la gare de triage. En 2006, constatant que des animaux perturbaient la sépulture, il a recueilli les restes de Rock dans un sac à provisions et les a transportés sur un chariot jusqu’au pont Bronson, qui enjambe le canal Rideau. Après avoir lesté le sac de pierres, il l'a jeté à l'eau,.

### Paula Leclair
En 2010, Cléroux avait déménagé dans un immeuble voisin où il était voisin de Paula Leclair. Cléroux était jaloux de l'appartement de Leclair, plus spacieux et offrant une meilleure vue. Il a demandé à Leclair de lui céder l'appartement, mais elle a refusé. Le 20 mai, il a demandé à Leclair de l'accompagner pour une promenade près de Fairlea Park. En entrant dans les bois, Cléroux, à l'aide d'un couteau qu'il avait volé au restaurant où il travaillait, il l'a forcée à se rendre dans une tombe peu profonde. Arrivés à la tombe, il a poignardé Leclair dans le dos et l'a frappée à la tête avec une pierre. Après avoir enterré le corps et pris ses clés, Cléroux est retourné à l'appartement où il a commencé à rassembler les affaires de Leclair et à les jeter dans une benne à ordures. Interrogé sur l'endroit où elle se trouvait, il a affirmé que Leclair avait récemment gagné à la loterie et était en vacances à Walt Disney World en Floride et qu'à son retour au Canada, elle emménagerait avec son fils dans son nouvel appartement à Gatineau.

## Arrestation et enquête
Le 29 mai, André, le fils de Leclair, décida de se rendre à son appartement pour prendre de ses nouvelles, car il n'en avait pas eu depuis plusieurs jours. Il ouvrit la porte avec un double de la clé et fut surpris de constater que l'espace était rempli des effets personnels d'une autre personne. À ce moment-là, Cléroux sortit d'un ascenseur, expliquant froidement à André que Leclair lui avait donné l'appartement, après quoi il lui demanda de lui remettre le double de la clé. Peu convaincu par son explication, André se rendit à la police et les informa de la transaction suspecte. Pendant l'enquête, Cléroux ordonna à son faussaire d'écrire une lettre se faisant passer pour Leclair, expliquant qu'elle avait donné l'appartement à sa voisine de son plein gré et de cesser de le harceler. Afin de les convaincre du bien-fondé de l'affaire, Cléroux rencontra le détective John Monette du Service de police d'Ottawa pour lui expliquer la situation. À la fin de leur entrevue de deux heures, cependant, il finit par admettre avoir tué Leclair. Cléroux a été accusé de meurtre au premier degré le 3 juin. Dans une entrevue accordée au Ottawa Citizen au Centre de détention d'Ottawa-Carleton, Cléroux est apparu impassible lorsqu'il a décrit comment il a planifié et exécuté le meurtre de Leclaire, déclarant : « J'ai tout simplement pété les plombs. J'ai grillé un fusible, c'est tout. »(en-CA) Meghan Hurley, « Accused serial killer suddenly planted garden day after wife vanished, neighbour says », Ottawa Citizen,‎ 31 octobre 2011 (lire en ligne)</ref>
En enquêtant sur son passé, les autorités ont découvert que ses deux anciennes épouses avaient disparu de façon suspecte. Plusieurs anciens voisins de Cléroux ont témoigné de son comportement suspect au fil des ans, le décrivant comme un solitaire agressif envers les femmes. Le jour du meurtre de Roy, des cris ont été entendus depuis son domicile. Un voisin a déclaré avoir vu Cléroux traîner des sacs-poubelle jusqu'au parc Heatherington le jour même, mais n'y avoir prêté aucune attention, Cléroux ayant la réputation d'être quelque peu excentrique. Un autre voisin a déclaré avoir trouvé un gros os dans la cour arrière de Cléroux alors qu'il l'aidait à faire des rénovations. Pressé de questions, Cléroux a admis les avoir également tuées toutes les deux, mais a refusé de révéler l'emplacement de leurs restes. Il a été inculpé de deux chefs supplémentaires de meurtre au premier degré le 25 juin.
Le 31 octobre 2011, des agents municipaux ont découvert des restes humains dans l'arrière-cour de l'ancienne maison de Cléroux. Cela les a conduits au deuxième lieu de sépulture, à Heatherington Park. En avril 2012, la police a découvert d'autres restes dans les bois entre Fairlea Park et Walkley Yard.

## Procès et emprisonnement
L'audience de Cléroux a débuté le 20 mars 2012. Il est rapporté qu'il est resté assis, impassible, pendant que les détails de ses crimes étaient décrits au tribunal. Pendant que le procureur de la Couronne décrivait le stratagème de Cléroux pour falsifier des lettres, le père de Rock, John, s'est effondré et a dû être escorté hors de la salle d'audience, murmurant à voix basse : « C'est un animal » et « Je vais le tuer »,,,. Le 26 juin 2012, Cléroux a plaidé coupable des trois meurtres et a été condamné à la réclusion à perpétuité, avec possibilité de libération conditionnelle après 25 ans. Lors de la détermination de la peine, la juge Lynn Ratushny a déclaré : « Avec un esprit qui a fonctionné comme le vôtre, il n'y a pas de meilleur endroit pour vous qu'en détention. Après avoir entendu les détails bouleversants aujourd'hui, et votre projet de tuer ces femmes chères juste pour les écarter de votre chemin, nous pouvons tous nous consoler en sachant que vous êtes incarcéré et que vous le resterez probablement jusqu'à la fin de vos jours. »